# Таганча
Тага́нча — село в Україні, у Степанецькій сільській громаді Черкаського району Черкаської області. Населення становить 961 особа.

## Географія
У селі бере початок річка Мартинка, права притока Росави.

## Історія
Ще з давніх часів існує легенда, що колись прийшла у ці краї королева з народом та багатствами великими і заснувала тут замок із садами навкруги, зігнавши сюди багато людей зі своїми військами, а коли прийшли татари, то збудувала містечко, у якому і витримала осаду. Залишається лише здогадуватися, що від тих часів і пішла назва села, яка у перекладі з татарського означає «трикутник».
Таганча — це прадавнє село, розкидане по пагорбах та підгір'ях, яке ще у 1451 році отримали у власність Івашко та Петро Григорович від київського удільного князя Олелька Володимировича. До того село перебувало у власності Ігната Шумакова.
У 1494 році нащадки Івашка та Петра — Кузьма Івашкович та Івашко Петрович, судилися перед королівським судом за села-вислуги батьків Таганче, Товарів та вотчину Григорів. Івашко Петрович пред'явив раніші листи від київського воєводи Мартина Гаштолтовича та боярина київського Єрша про справедливий поділ маєтків: Івашкові Григоровичу тоді дістався Товарів, а Івашкові Петровичу — Таганче. Тож король і підтвердив це рішення. За умови, що дідизну Григорів брати триматимуть навпіл.
В епоху Хмельницького  - сотенне містечко Канівського козацького полку.
У 1679 році за гетьманування Івана Самойловича всі мешканці села були переселені на Лівобережжя, а село, щоб не дісталося полякам, було спалене вщерть. Та не зважаючи на таку руїну, у 1741 році воно вже нараховувало 130 дворів, а згодом перетворилося у велике промислове містечко з прогресивними ідеями та новими, на той час, технологіями. Так, у 1806 році власником села Юзефом Понятовським тут було засновано першу в Україні суконну фабрику, якій у 1876 році у Лондоні було присуджено золоту медаль за якість тканин.

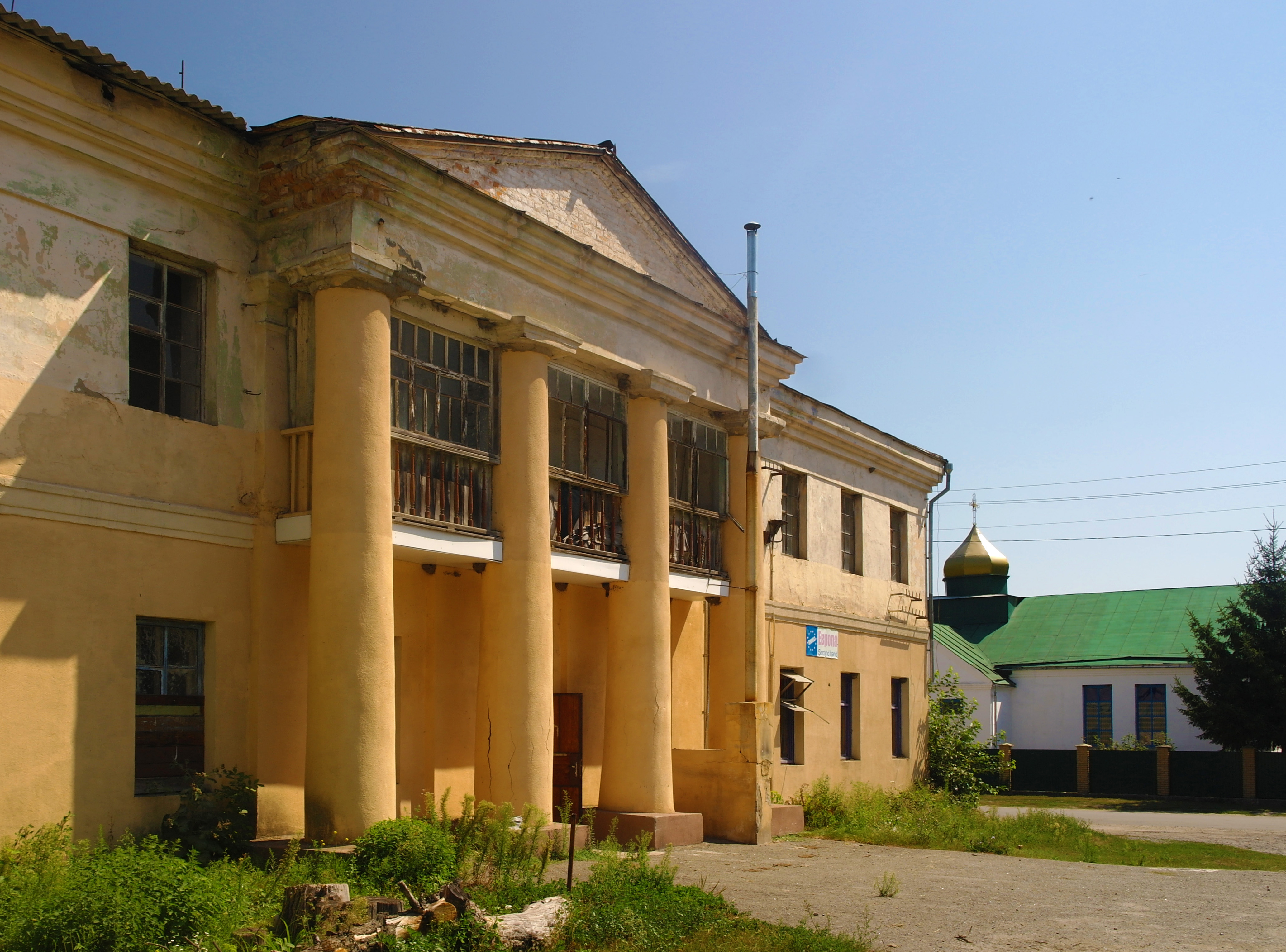
Таганча. Будинок Бутурліна

17 жовтня 1882 року в с. Таганча було відкрито двокласне сільське народне училище за клопотанням волосного сходу. Станом на 1885 рік у колишньому власницькому селі, центрі Таганчеської волості Канівського повіту Київської губернії, мешкало 2823 осіб, налічувалось 553 дворових господарства, існували православна церква, костел, 2 єврейських молитовних будинки, школа, лікарня, 5 постоялих дворів, 2 лавки, паровий і вітряний млини, цегельний завод й суконна фабрика.
За переписом 1897 року кількість мешканців зросла до 4507 осіб (2190 чоловічої статі та 2317 — жіночої), з яких 3543 — православної віри, 953 — юдейської.
Упродовж 1923—1930 років село Таганча було районним центром, до складу району тоді входило 19 сільських рад. 1930 року село увійшло до складу Канівського району. Ще у 1921 року на базі панської економії «Калинове» було створено підсобне господарство для дитячого будинку сиріт, батьки яких загинули у часи Громадянської війни. У 1926 році у селі створено 3 товариства спільного обробітку землі, що об'єднали 68 бідняцьких господарств, які уже наступного року одержали перший трактор, за кермо якого сів А. Я. Замлілий — колишній селянин-бідняк.
Під час Голодомору 1932-1933 років в селах Поташня і Таганча померло 820 осіб. Під час німецько-радянської війни 1941—1945 років близько 700 таганчан воювали на фронтах і в партизанських загонах, більше 347 осіб загинуло, 285 осіб нагороджені орденами і медалями.

## Економіка
У 1929 році товариства спільного обробітку землі об'єдналися у колгосп «Згода», який 1934 року став називатися імені Кірова, а у лютому 1963 року, після об'єднання із поташнянським колгоспом — імені Петровського. 1 червня 2000 року колгосп перестав існувати. На його базі тепер створено сільгосптовариство з обмеженою відповідальністю (СТОВ «Петровського»)та СФГ «Продальянс».   
Нині на території села діють: загальноосвітня школа I-III ступенів, 3 бібліотеки, сільський клуб, Будинок культури, амбулаторія, дитячий садок, ФАП, 10 магазинів, Троїцька церква.

## Відомі люди

### Народилися
- Бесараб Майя Яківна — російська радянська письменниця, прозаїк та перекладач.
- Ковтун Владлен Кузьмич (1938) — український поет, громадський діяч. Нагороджений орденом, медаллю, літературно-мистецькими преміями.
- Панчоха Дмитро Никифорович (? — 1935) — один із засновників українського громадського життя у Харбіні (Китай) на початку XX століття.
- Савранський Леонід Пилипович — артист опери (лірико-драматичний баритон), оперети, концертний співак та вокальний педагог. Народний артист РРФСР (1934);
- Слабченко Євген Антонович — французький та іспанський кінорежисер-авангардист.

### Перебували
- Пошевеля Михайло Михайлович (1895, Маслівка — 19 жовтня 1937, Томськ) — православний священик. Парох місцевої церкви Покрови Пресвятої Богородиці.

## Церква
'Церква Покрови Пресвятої Богородиці. За переказами одна з перших церков була в урочищі Перегонівка, яка й була центром старої Таганчі. Вже у візиті (обліку) 1746 року ця дерев'яна церква описується як давно існуюча. Священиком при ній тоді був о. Петро Василенко, згідно презенту 1742 року, наданому йому тодішнім власником князем Михайлом Вишневецьким. Православна церква зазнавала утисків і гонінь з боку поляків — католиків, зокрема асесора Калитовського.
Коли Таганчанські маєтки стали власністю Понятовських, то ставлення до православних змінилося в кращий бік. Цього вимагали і об'єктивні причини; адже на той час Правобережна Україна вже входила до складу Російської імперії. За описом 1807 року в селі існувала Покровська церква. Церква була дерев'яною дубовою з трьома банями, покрита дубовою гонтою по заломи, а від заломів до низу пошальована дубовою шалівкою, без притворів з паламарнею. На одній три залізних хрести. Дверей з залізними замками четверо. Вікон з залізними ґратами дванадцять.
1849 року Август Понятовський, тодішній власник Таганчі, на місці старої дерев’яної церкви побудував руками кріпаків нову кам’яну церкву з такою ж дзвіницею, забезпечив її необхідним інвентарем для проведення релігійних відправ. За штатом тоді вона була 4-го класу, мала необхідну кількість землі. Це приміщення церкви було зруйноване 1930-х роках.
У 1860-х роках священиком в Таганчі був Антоновський, який зазнав принижень від селян під час масових селянських заворушень у Київській губернії, що отримали назву «Київська козаччина». Від 1880-х років й до 1910 року у церкві Покрови Пресвятої Богородиці божу службу відправляв священник Євсигній Трегубов, він же був і законовчителем Таганчанського двокласного сільського народного училища.
Упродовж 1910—1918 років очолював церковну парафію у Таганчі Марко Грушевський, відомий на той час церковний діяч, педагог, етнограф, краєзнавець, родич Михайла Грушевського. Останнім довоєнним священиком у Таганчі був Пошевеля Михайло Михайлович. Під час сталінських репресій 1937 року спочатку був висланий у примусовому порядку до транзитного табору для депортованих в місті Томську, що у Західному Сибіру, де був розстріляний 19 жовтня 1937 року Реабілітований 24 серпня 1989 року.
Нині в селі діє церква Святої Покрови, для неї було використано пристосоване громадське приміщення. Значну матеріальну допомогу в цьому надав тоді діючий місцевий завод і його директор Попроцький Леонід Балтазарович, за це він був удостоєний нагороди ордена святого рівноапостольного князя Володимира III ступеню митрополитом Київським і всієї України Володимиром. Відкриття і освячення церкви відбулося 24 листопада 1998 року архієпископом Черкаським і Канівським Софронієм. Підпорядкована Московському патріархату. Править службу божу в церкві Майборода Михайло Іванович.

## Пам'ятки
- В урочищі Королевине біля Таганчі розташовано курган X—XI століть з давнім князівським похованням за християнським обрядом. Імовірно цей курган був могилою київського князя Ярополка Святославича[12].
- На південній околиці села знаходиться заповідне урочище місцевого значення Південне Таганчанське.
- Заповідне урочище місцевого значення Козацьке.
- У 1972—1984 роках поблизу села існував Таганчанський Парк — парк-пам'ятка садово-паркового мистецтва.